# São José do Norte
Pour les articles homonymes, voir São José.
São José do Norte est une ville brésilienne du Sud-Est de l'État du Rio Grande do Sul, faisant partie de la microrégion du Littoral lagunaire et située à 321 km au sud de Porto Alegre, capitale de l'État. Elle se situe à une latitude de 32° 00′ 56″ sud et à une longitude de 52° 02′ 33″ ouest, à une altitude de 4 mètres. Sa population était estimée à 24 905 en 2007, pour une superficie de 1 118 km2.
La municipalité est située sur une presqu'île, entre l'océan Atlantique et la Lagoa dos Patos.
Ses premiers habitants étaient les Charruas et les Minuanos. Les Portugais s'y installèrent de manière significative en 1763, après une attaque menée par les Espagnols sur la ville de Rio Grande, au sud du canal d'embouchure de la Lagoa dos Patos dans l'Océan Atlantique.

## Villes voisines
- Rio Grande (de l'autre côté de l'embouchure de la Lagoa dos Patos dans l'Océan Atlantique)
- Tavares